# AK98
AK98（エーケー98）は、中国の女性アイドルグループである。

## 概要
2010年、オーディションにより選ばれた杭州の女子大生24人で結成されたアイドルグループ。2012年1月現在50人程のメンバーが在籍している。名前の「AK98」とは「Angel」と 「Kiss」98の略で、「A」と「K」2グループで南京を中心に活動を展開。今後、98人まで増やす計画。

企画責任者の林遠欣は立ち上げの際AKB48を参考にしたというが、ネット中心の活動という点でAKB48とは異なるという。
プロデューサーの邵雲龍は、日本にも進出したいと語っている。
しかし、現在は解散されたと報じられる。

## メンバー
百度百科によると、以下のメンバーがいるとされる。
- Aチーム：雪琪、小柯、点点、阿茜、阿BO、竹兒、小排、靈露兒、小妹
- Kチーム：空空、韓梅梅、鮑鮑、艷麗兒、翔子、爍茹果、雅洁、笛笛、国宝
- 補欠：方方方、悠悠、阿園、詩晗、曉芬、蛋蛋、依然、小琳、卷卷、蓓蓓、筱Q、Vicii

## 参照
- “AKBもコピー？ 中国に登場「AK98」”. 東京新聞 (中日新聞社). (2011年9月22日).  オリジナルの2011年9月28日時点におけるアーカイブ。 2013年10月8日閲覧。